# Шаблинский, Владимир Алексеевич
Владимир Алексеевич Шаблинский (укр. Володимир Олексійович Шаблінський; 1910—1993) — советский и украинский спортсмен и тренер, Заслуженный тренер УССР (1967) и СССР (1969).

## Биография
Родился 13 декабря 1910 года в селе Преображенка Екатеринославской губернии. После смерти родителей жил у тётки в Днепропетровске. В юные годы играл в футбол, баскетбол и хоккей, участвовал в шлюпочных походах по Днепру и в соревнованиях по гребле. В 1932 году Владимир стал чемпионом республики по академической гребле в одиночке и двойке. В 1933 году окончил Днепропетровский техникум физической культуры и в сентябре этого же года стал слушателем Высшей школы тренеров Государственного института физкультуры в Харькове. По её окончании в 1934 году, остался работать на кафедре спортивных игр. Принял сборные команды института и города; был избран председателем городской федерации баскетбола, которая только создавалась.
Великая Отечественная война застала Шаблинского в спортивном лагере, где он готовился к большому шлюпочному походу. Он был призван на фронт, в первых же боях был ранен. После госпиталя попросился в истребительный батальон. В конце 1943 года, после очередного ранения, в звании капитана Шаблинский был демобилизован и направлен на работу в Киев. Возглавив в начале 1944 года кафедру спортивных игр Киевского института физкультуры (ныне Национальный университет физического воспитания и спорта Украины), он взялся за организацию баскетбола в столице Украины. Не оставил он и греблю — в 1946 году на чемпионате СССР завоевал третье место в одиночке, а также второе место в двойке и восьмёрке.
В начале 1950-х Шаблинского отправили в служебную командировку в ГДР, где баскетбол начал стремительно развиваться и требовал помощи классного специалиста — в Москве решили, что им может стать киевлянин Шаблинский. По возвращении домой он активно занялся подготовкой мужской баскетбольной команды СКИФ (хотя некоторое время тренировал и одноимённую женскую команду). В 1954 году киевский СКИФ завоевал право выступать в высшей лиге, а в 1958 году он стал чемпионом Украины. В 1959 году баскетболисты Шаблинского стали основой сборной Киева и выиграли первую Спартакиаду Украины.
В 1962 году команда стала называться «Строитель» (укр. Будівельник) и под руководством В. А. Шаблинского завоёвывала медали чемпионатов страны, побеждала на Спартакиаде народов СССР 1967 года и на всемирных Универсиадах в Турине и Софии, также выиграла многочисленные международные турниры. В числе воспитанников Шаблинского были: олимпийские чемпионы Анатолий Поливода и Сергей Коваленко, серебряные призёры Олимпиады Альберт Вальтин и Николай Баглей, чемпион Европы Вадим Гладун; а также тренер Владимир Заморский.

Могила В. А. Шаблинского

В 1971 году у Шаблинского началась полоса неудач: сборная Украины на Спартакиаде народов СССР уступила первое место москвичам; в 1974 году последовало поражение от ленинградцев у себя дома; в 1975 году — только третье место на чемпионате СССР. Не приняв предложения уйти на пенсию, обиженный тренер уехал в Тольятти, затем переехал в Туркменистан, где работал с местными командами и только через пять лет вернулся в Киев. В последние годы жизни руководил созданной им в своё время детско-юношеской школой «Строителя».
Умер 24 июля 1993 года в Киеве, где похоронен на Лесном кладбище.
Был награждён двумя орденами Красной Звезды, орденом Трудового Красного Знамени и медалями, в числе которых «За отвагу».